# 有馬忠頼
有馬 忠頼（ありま ただより）は、筑後久留米藩の第2代藩主。久留米藩有馬家3代。

## 経歴
慶長8年（1603年）、初代久留米藩主（当時は丹波福知山藩主）有馬豊氏の次男として生まれる。慶長18年（1613年）、江戸城で元服し、将軍・徳川秀忠から偏諱を与えられて忠郷と名乗った（のちに忠頼と改名する）。このときに従四位下、中務大輔に叙任されている。寛永14年（1637年）には父に従って島原の乱にも参加し、寛永19年（1642年）には父の死去により家督を継ぐ。
藩政においては寛永20年（1643年）から生葉郡星野村の金山開発を行い、さらに外国船の到来などに備えて水軍を創設し、治水工事を行い、学問を奨励するなどして藩政の基礎固めに務めた。
しかし性格に粗暴かつ冷酷な一面があり、その面での逸話も事欠かない。例えば西本願寺の宗徒があるとき、忠頼に対して無礼なことをした。すると忠頼は領内における寺社に対して西本願寺から東本願寺への転派を強要し、それに従わない寺社は次々と潰していった。また、百姓に対しては年貢を厳しく取り立てる重税を行い、家臣に対しても冷酷で残忍な態度で当たることが少なくなかった。さらに実子に恵まれず、養子として豊祐を迎えていたが、実子の頼利が生まれると末子として事実上、廃嫡に追い込んだりしている。
承応4年（1655年）3月20日、参勤交代で乗船中に病気に倒れて死去した。享年53。ただし、日頃から忠頼につらい仕打ちを受けて耐えかねていた小姓の兄弟が忠頼を恨み、忠頼が洗顔中に背後から斬殺したという逸話も残っている。
跡を長男の頼利が継いだ。

## 系譜
- 父：有馬豊氏（1569-1642）
- 母：蓮姫、長寿院 - 松平康直の娘、徳川家康の養女
- 正室：玉蓮院 - 松平綱隆の娘
- 側室：養寿院 - 磯部氏
  - 長男：有馬頼利（1652-1668）
- 側室：貞昌院 - 神保氏
  - 次男：有馬頼元（1654-1705）
- 生母不詳の子女
  - 女子：長 - 稲葉景通正室
  - 女子：留理 - 山内豊定正室
  - 女子：有馬重之室
- 養子
  - 男子：有馬豊祐（1646-1701） - 小出吉重の次男